# 维勒贝翁
维勒贝翁（法語：Villebéon，法語發音：[vilbeɔ̃] ⓘ）是法国塞纳-马恩省的一个市镇，属于枫丹白露区。

## 地理
维勒贝翁（48°12'31"N, 2°56'24"E）面积16.45 平方千米，位于法国法蘭西島大區塞纳-马恩省，该省份为法国北部内陆省份，北起瓦兹省，西接埃松省、马恩河谷省、塞纳-圣但尼省和瓦兹河谷省，南至卢瓦雷省，东南接约讷省，东临马恩省和奥布省，东北接埃纳省。
与维勒贝翁接壤的市镇（或旧市镇、城区）包括：洛雷勒博卡日-普雷欧、埃格勒维尔、吕南河畔沃、茹伊。

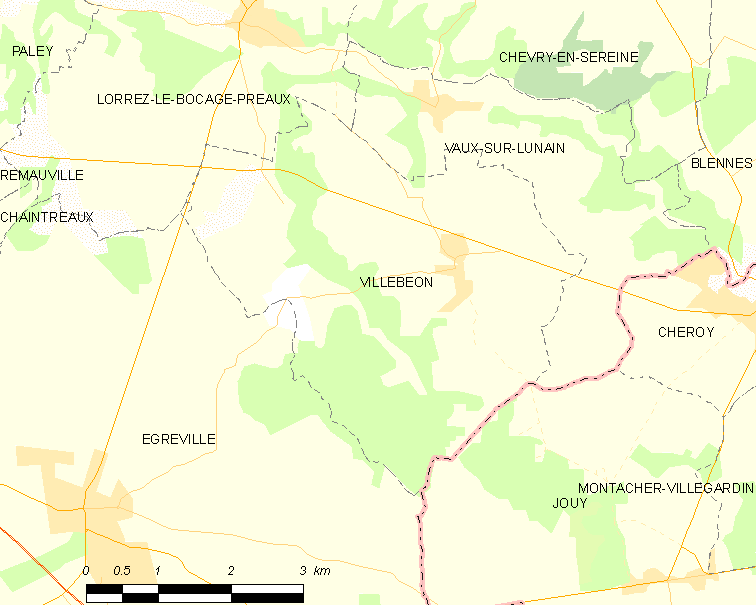
维勒贝翁的OSM定位图

维勒贝翁的时区为UTC+01:00、UTC+02:00（夏令时）。

## 行政
维勒贝翁的邮政编码为77710，INSEE市镇编码为77500。

## 政治
维勒贝翁所属的省级选区为讷穆尔县。

## 人口

1962-2008年间维勒贝翁人口变化图示

维勒贝翁于2022年1月1日时的人口数量为464人。